# Aliyu Babba
Aliyu Ibn Abdullahi-Maje Karofi, noto anche con lo pseudonimo di Babba o di Mai Sango (... – Lokoja, 1926), è stato emiro di Kano dal 1894 al 1903.
Iniziato al termine della terza guerra civile di Kano (la Basasa), il suo regno fu segnato da una serie di costose guerre e da progetti di fortificazione che militarizzarono l'emirato, precedentemente fondato sul commercio. Le sue vicende sono state registrate nel canone storico ufficiale dell'emirato di Kano, il Tarikh Al Kano. La "Ballata di Ali Zaki" commemora il suo regno come quello dell'ultimo emiro di Kano.

## Gioventù
La vita di Aliyu, a differenza di quella di altri principi sudanesi dell'epoca, fu all'insegna di una stretta aderenza al taṣawwuf. Secondo il Tarikh al Kano, Aliyu era un rigoroso aderente della confraternita della Qādiriyya e un abile spadaccino.
In giovane età scrisse il Rad al Jahla, un testo sufico per iniziati. Nel 1893, poco dopo la morte dell'emiro Mohammed Bello dan Ibrahim Dabo, il califfo di Sokoto Abdur Rahman Atiku nominò Mohammed Tukur dan Mohammed Bello nuovo emiro di Kano. Quasi immediatamente, Yusuf, fratello di Aliyu, guidò quest'ultimo e gli altri figli di Abdullahi Maje Karofi nella ribellione, dando inizio alla terza guerra civile di Kano, la Basasa. I ribelli lasciarono Kano per Takai e Aliyu assunse il ruolo non ufficiale di vazier, coordinando le varie formazioni militari degli Yusufawa.

## Basasa
Durante la Basasa Aliyu si distinse sul campo: le vittorie delle sue colonne a Gogel e Utai lo posero in una situazione di vantaggio quando nel 1894, durante la battaglia di Gaya, Yusuf fu ferito a morte. Il Sarkin-Dawakin-Tsakar-Gida Abbas e il Dan-Makwayo Shehu, anch'essi contendenti al trono, furono costretti a cedere. Yusuf era stato infatti informato di un piano di Abdur Rahman Atiku per guidare l'esercito in una spedizione punitiva contro gli Yusufawa: la madre di Aliyu era sorella del califfo e l'incoronazione di Aliyu avrebbe presumibilmente portato la pace con il sovrano di Sokoto.

## Emiro di Kano
Il 19 agosto 1894, Aliyu guidò con successo gli Yusufawa alla conquista della fortezza di Kano. Mesi dopo Mohammed Tukur fu assassinato a Guri, ponendo fine alla Basasa, ma la pace fu breve. Dopo la riammissione di Kano nel califfato di Sokoto nel 1896, un rinvigorito emirato di Bornu, approfittando dei disordini nella parte orientale del califfato, lanciò una campagna su tre fronti contro Kano. Il sultanato di Damagaram (uno stato vassallo di Bornu), Maradi e Ningi aprirono fronti simultanei nel tentativo di sopraffare Kano. La difesa di Kano da parte di Aliyu con l'uso di esplosivi, moschetti sango e altre armi ottomane gli valse i titoli di Mai Sango e Zaki. Le sue battaglie durante questo periodo lo elevarono al rango degli altri re guerrieri ed emiri di Kano. La ballata di Ali Zaki (Wakar Ali Zaki) ha immortalato il suo nome e quello dei suoi cortigiani, tra i quali il vazier Ahmadu. Durante queste campagne, nel tentativo di difendere i confini dell'emirato, Aliyu avviò la costruzione di forti, chiamati ribat. Sumaila, Bunkure, Gezawa e molti altri "recinti" furono trosformati in ribat. Gli scontri continuarono fino alle conquiste francesi del 1899 e alle successive incursioni di Rabih al-Zubayr e di suo figlio Fadlallah, che distolsero l'attenzione dell'emirato di Bornu dal califfato di Sokoto.

## Sconfitta e cattura
Nel febbraio 1903, mentre Aliyu con la cavalleria d'élite dell'emirato era in visita di omaggio a Sokoto, la spedizione britannica Kano-Sokoto attaccò e prese Kano. Non è chiaro se Aliyu fosse stato o meno informato dell'attacco britannico prima di partire per Sokoto. Alla notizia della caduta di Kano, Aliyu intraprese una marcia per riconquistare l'emirato. Dopo tre vittoriosi scontri a Gusau e Zamfara, nel marzo 1903 la cavalleria di Kano cadde in un'imboscata a Kwatarkwashi. Nella successiva battaglia, il vazier Ahmadu fu ucciso e Aliyu si diede alla fuga. Dopo la sconfitta, parte della cavalleria dell'emirato si arrese ai britannici, mentre il resto, tornato a Sokoto, fu integrato nelle forze del califfato. Mesi dopo Aliyu fu catturato dai francesi nell'odierno Niger e consegnato ai britannici.

## Esilio e morte
Dopo la sua cattura, Aliyu fu esiliato prima a Yola e poi, dopo una ribellione, a Lokoja, dove tornò ai suoi studi di taṣawwuf. Morì lì nel 1926.